# Festival de Viña del Mar 2020
Le LXI Festival de la Chanson de Viña del Mar est la 61e édition du Festival international de la chanson de Viña del Mar, qui s'est tenue du 23 au 28 février 2020, sous la direction de Maria Luisa Godoy et Martin Cárcamo. Il est organisé par la Televisión Nacional de Chile, Canal 13 et Fox Channel Amérique latine.
L'édition de cette année-là se distingue des autres car elle s'est tenue, malgré l'environnement social et politique tendu que connaît le Chili depuis octobre 2019, l'événement a donc été pleinement marqué par las manifestations chiliennes de 2019 et 2020.
Après cette édition, le concours a été suspendu en 2021 et 2022, en raison de la pandémie de Covid-19,. La prochaine édition aura lieu en février 2023.

## Artistes

### Musiciens
- Ricky Martin.
- Pedro Capó.
- Mon Laferte.
- Francisca Valenzuela.
- Ana Gabriel (en).
- Pimpinela.
- Pablo Alborán.
- Luciano Pereyra.
- Maroon 5
- Alexandre Pires (pt).
- Ozuna.
- Denise Rosenthal.
- Noche de Brujas.

### Humour
- Stefan Kramer.
- Javiera Contador.
- Ernesto Belloni.
- Fusión Humor.
- Paul Vásquez.
- Pedro Ruminot.

## Compétences

### Genre international
- 1ère place::  Chili, Vicente Cifuentes «Chillán».
- 2ème place::  Équateur, Johann Vera: «Perdón».
- 3ème place::  Argentine, Fran Vázquez: «Bailo con mi sombra».

### Genre folklorique
- 1ère place::  Argentine, Nahuel Pennisi: «Avanzar».
- 2ème place::  Chili, Soledad del Río: «Somos el Paraíso».
- 3ème place::  Colombie, Paula Arenas: «Buena para nada»

## Controverses

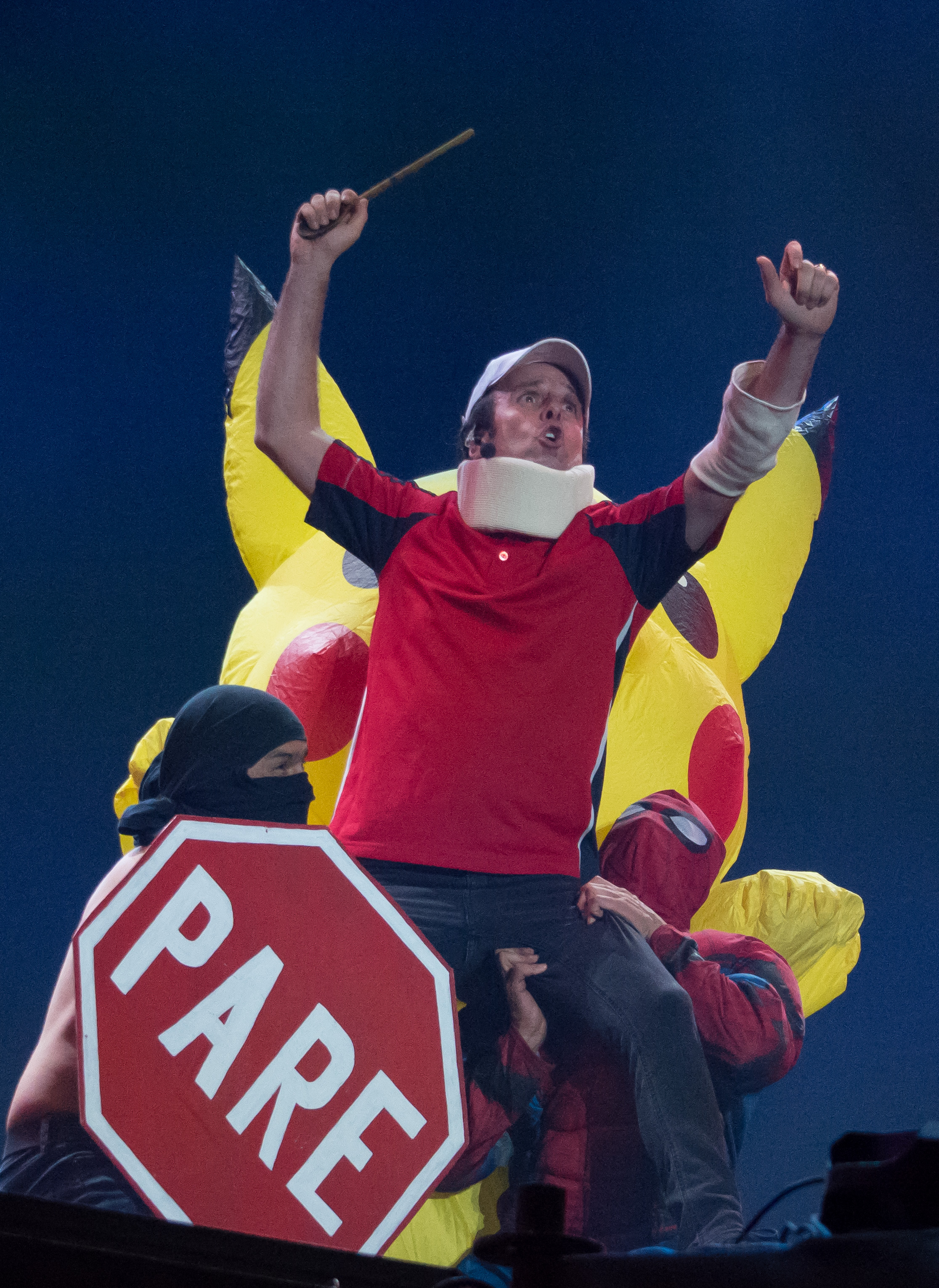
Le comédien Stefan Kramer a fait une routine avec de nombreuses blagues et blagues dirigées contre la classe politique chilienne.

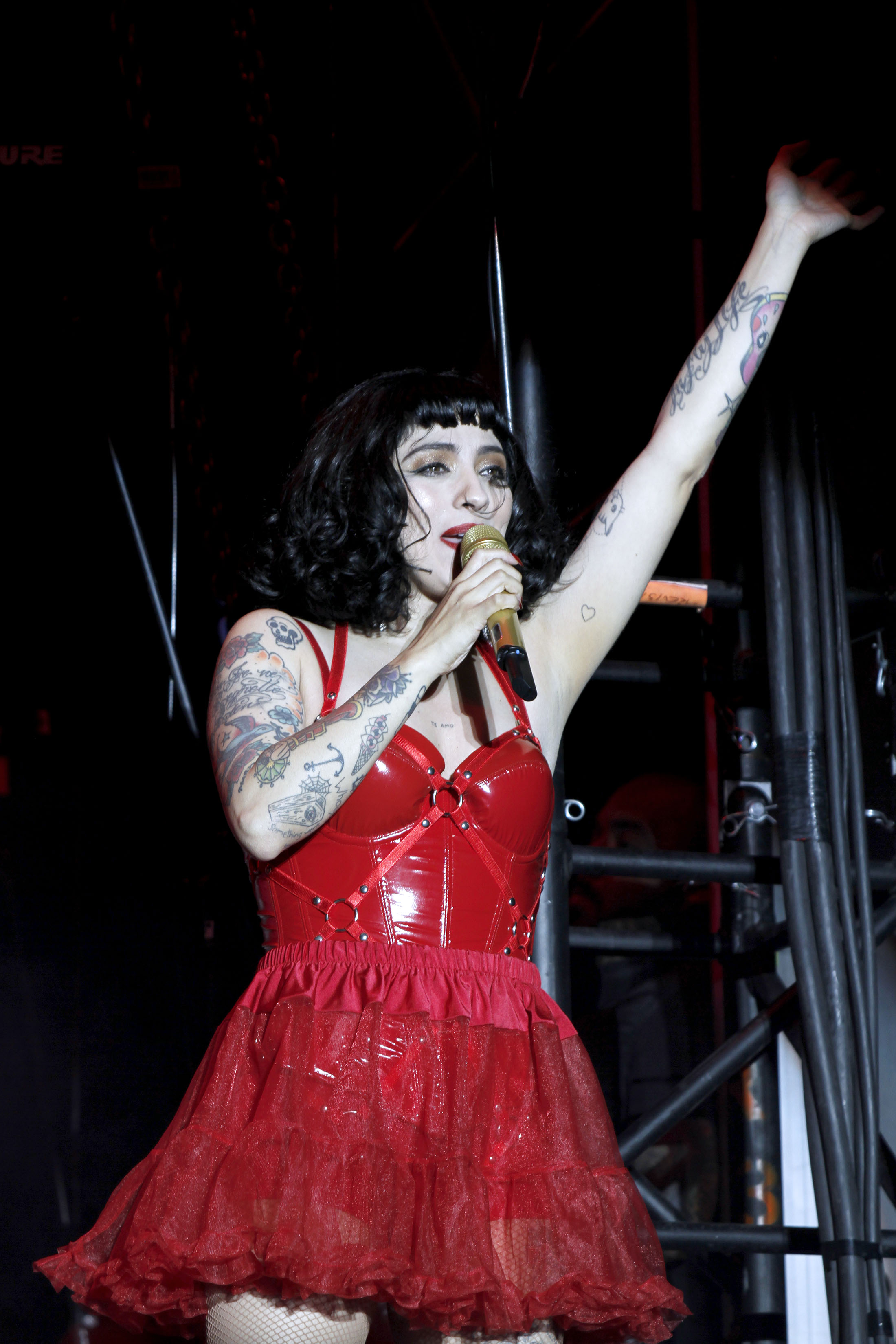
Mon Laferte, qui était un visage fort des manifestations de 2019, a fait des déclarations controversées.

### Humour politique
Des comédiens chiliens tels que le quatuor "Fusión Humor" ou l'humoriste et imitateur Stefan Kramer ont fait des routines comiques en riant de situations controversées dans le paysage politico-social vécu au Chili fin 2019 et début 2020. L'organisation a été accusée de censure de routines humoristiques qui se moquaient des politiciens et du gouvernement du Chili, principalement de l'actuel président Sebastián Piñera,,.

### Déclarations des chanteurs
L'auteur-compositeur-interprète mexicain populaire Ana Gabriel et le chanteur chilien Mon Laferte ont fait des déclarations politiques lors de leurs présentations. Le chanteur chilien a critiqué les actions de la police Carabiniers, et les actions du gouvernement de Sebastián Piñera. De son côté, la chanteuse mexicaine a reconnu qu'elle ne s'intéressait pas à la politique, mais qu'elle regrettait que le peuple ait été lésé, comparant la situation au Chili avec des pays comme le Nicaragua, le Mexique ou le Venezuela,.

### Commentaire d'Adam Levine (Maroon 5)
Le 27 février 2020, le groupe de rock américain Maroon 5 s'est produit. La présentation, qui a commencé avec 29 minutes de retard, a été qualifiée de "médiocre" par la presse spécialisée, à l'intérieur et à l'extérieur du Chili. La BBC a déclaré qu'Adam Levine a interprété les chansons avec "manque d'énergie et désaccordé", ajoutant que la déception des fans s'est accrue lorsque des vidéos ont été divulguées, alors qu'il quittait la scène, le montrant en colère et disant qu'"ils ont été trompés". ", que c'était un concert pour la télévision, et que Viña del Mar est une "ville de merde". Cela a créé une atmosphère de rejet à l'intérieur et à l'extérieur de ses fans qui ont été très contrariés par les propos irrespectueux du leader du groupe. Levine a posté plus tard sur Instagram pour s'excuser de l'incident et le groupe a déclaré qu'il avait rencontré des difficultés techniques avec l'alimentation audio des oreillettes de Levine.